# 食用內衣

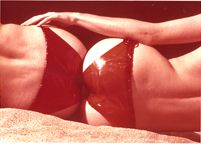
原始糖果內褲可食用

食用內衣（英語：Edible underwear），是一種糖果產品，以某種形狀製成，可用作內衣，同時也可食用。
該產品由 David Sanderson 和 Lee Brady 於1975年發明，當時他們成立了 Cosmorotics, Inc. 公司，生產和銷售這種產品，最初名為「Candypants，最初的 100% 可食用內衣」。起初，美國專利商標局拒絕了他們的專利申請，理由是糖果和褲子的概念不相容，但後來批准了該申請。幾週之內，該公司的食品生產部門就在伊利諾州芝加哥生產並分發了數十萬件。
「Candypants」在服裝店、大型百貨公司、摩托車店、糖果店和高檔商場中作為內衣進行促銷。這被視為頑皮的天真。媒體將可食用內衣的推出描述為一種令人難以置信的快樂，新聞報道將其推向全國和全球的聚光燈下。該產品也繼續透過性用品商店銷售。
糖果褲在美國最高法院兩次獨立的第一修正案權利之戰中都有出現。可食用內衣被稱為“Candypants”，被《Screw》雜誌的辯方用來爭取留在報攤上，儘管其內容如此。然後檢方再次試圖關閉深夜公共電視有線電視節目《午夜》紐約市的藍色 。同時，作家傑西·科辛斯基在他的小說《彈珠台》中在大衛·萊特曼深夜節目中將其稱為“美國自由的精髓”。
1989年，《人物》雜誌將可食用內衣列為定義流行文化的434個名字和事件之一。